# Anders Grönhagen
Per Nils Anders Grönhagen (* 22. Mai 1953 in Kramfors) ist ein ehemaliger schwedischer Fußballspieler, Fußballtrainer und heutiger Fußballfunktionär.

## Werdegang

### Als Spieler
Der Stürmer Grönhagen begann in seiner Jugend mit dem Fußballspielen bei Kramfors-Alliansen und erhielt 1969 mit nur 15 Jahren seinen ersten Profivertrag bei diesem Verein in der fünftklassigen Division 3. Ab 1973 spielte er für GIF Sundsvall. Nach drei Saisons wechselte er zum Djurgårdens IF, wo er bis 1983 unter Vertrag stand. Zur Saison 1984 wechselte er noch einmal zu GIF Sundsvall, wo er seine Karriere in der Division 3 ausklingen ließ.
Grönhagen spielte insgesamt 15 Spiele für die Schwedische Fußballnationalmannschaft und schoss dabei vier Tore.

### Als Trainer
1986 übernahm Grönhagen den Trainerposten bei GIF Sundsvall und führte den Verein von der Division 3 in die Allsvenskan, bevor er 1990 für drei Jahre zum IFK Sundsvall wechselte. Von 1994 bis 1996 trainierte er erstmals seinen ehemaligen Verein Djurgårdens IF. Von 1997 bis 1998 gehörte er als Vorsitzender dem Vorstand des Vereins an, bevor er 1999 erneut den Trainerjob beim GIF Sundsvall übernahm. Zur Saison 2002 wechselte er zu IF Elfsborg, wo sein Vertrag nach zwei Jahren nicht verlängert wurde, obwohl er den Verein 2003 zum Pokalsieg geführt hatte. Er ging daraufhin 2004 für ein Jahr als Trainer zu IF Brommapojkarna. 2006 trainierte er noch einmal den Djurgårdens IF. Von 2007 bis 2009 war er beim Fredrikstad FK letztmals als Trainer aktiv.
2013 übernahm er den Posten des Sportchefs bei Djurgårdens IF.